# Mezzogiorno
Mezzogiorno (dobesedno Poldne) ali Južna Italija (italijansko Meridione d'Italia) je italijanska geografska regija, ki vključuje južno Italijo in njene otoke.
Mezzogiorno na splošno ustreza teritorialnemu in zgodovinsko-kulturnemu bazenu, ki sta ga nekoč zasedali Sicilsko in Neapeljsko kraljestvo, uradno imenovani "Regnum Siciliae ultra Pharum e citra Pharum" (slovensko Kraljevina Sicilija na oni in tej strani svetilnika), ki sta se leta 1816 ponovno združili v Kraljestvo obeh Sicilij, ki je vključevalo sedanje regije Abruci, Bazilikata, Kalabrija, Kampanija, Molize, Apulija (Puglia), Sicilija in del Lacija, natančneje nekdanja okrožja Gaeta, Sora in  Cittaducale. Sardinija je zunaj omenjenega bazena, vendar se pogosto vključuje v Mezzogiorno.
Razvoj tega območja v družbeno-gospodarskem smislu je predmet študij ustanov, kot sta Svimez s sedežem v Rimu in Associazione studi e ricerca per il Mezzogiorno s sedežem v Neaplju.

## Geografija
Južno Italijo tvori spodnji del italijanskega "škornja", ki vsebuje gleženj (Kampanija), prste (Kalabrija), lok (Bazilikata) in peto (Apulija). Molize je severno od Apulije, severno od njega pa so Abruci. Sicilijo od Kalabrije ločuje ozek Mesinski preliv. Med prsti in peto  "škornja" je Tarantski zaliv, poimenovan po mestu Taranto. Zaliv je rokav Jonskega morja.
V južno Italijo je pogosto vključen tudi otok Sardinija, ki leži zahodno od Apeninskega polotoka tik pod francoskim otokom Korzika.
Vzhodno od južne Italije je Jadransko, zahodno pa Tirensko morje.
Podnebje je večinoma sredozemsko (Köppnova podnebna klasifikacija Csa), razen na najvišjih legah (Dsa, Dsb) in polsušnih vzhodnih delih v Apuliji in Molizeju, ob Jonskem morju v Kalabriji in južnih delih Sicilije (BSw). Največje mesto južne Italije je Neapelj z izvirno grškim imenom, ki se je ohranilo več tisočletij. Druga velika mesta so Bari, Taranto, Reggio Calabria, Foggia in Salerno. 
Regija, z izjemo Salenta v Apuliji, je geološko zelo aktivna.

## Zgodovina

### Prazgodovina in antika
V 8. In 7. stoletju pr. n. št. so se v južno Italijo in na Sicilijo začeli priseljevati Grki. Vzroki so bili različni: demografska kriza (Lakota, prenaseljenost), iskanje novih trgovskih poti in pristanišč ter izgon iz domovine.  V tem obdobju so se Grki naseljevali tudi drugod, predvem na vzhodni obali Črnega morja, vzhodni Libiji in Masaliji (Marseille).
Med prvimi naseljenci so bili prerdvsem Avzoni, Enotri in Japigi. Slednje so tvorila tri plemena: Dauni, Pevketi in Mesapi. Odnosi med prišleki in staroselci so bili sprva sovražni. Helenski vpliv je kasneje izoblikoval novo kulturo in način življenja.
Rimljani so z grškimi kolonisti gusto naseljeno naseljeno južno Italijo in Sicilijo imenovali Magna Graecia (Velika Grčija). Najpomembnejša kulturna dobrina, ki so jo s seboj prinesli Grki,  je bila halkidsko/kumejska različica grške abecede, ki so jo privzeli Etruščani. Stara poševna abeceda se je kasneje razvila v latinico, ki je postala najpogosteje uporabljena abeceda na svetu.
Številna nova helenska mesta so postala zelo bogata in močna. Mednje spadajo Neapolis (Νεάπολις, Neapelj, "novo mesto"), Syrakousii (Συράκουσαι, Sirakuze), Akragas (Ἀκράγας, Agrigento) in Sybaris (Σύβαρις, Sibari). Druga večja mesta v Veliki Grčiji so bila  Tarentum (Τάρας, Táras), Metapontum (Μεταπόντιον, Metapóntion), Heraclea (Ἡράκλεια, Herákleia), Epizephyrion Locri (Λοκροὶ Ἐπιζεφύριοι, Lokroi Epizefírion), Rhegium (Ῥήγιον, Région), Croton (Κρότων, Kroton), Thurii (Θούριοι, Thúrioi), Elea (Ἐλέα, Eléa), Nola ( Νῶλα, Nõlaõ), Syessa (Σύεσσα, Síessa), Bari (βάριον, Bárion) in druga.
Po neuspelem poskusu Pira Epirskega, da bi leta  282 pr. n. št. ustavil širjenje rimske hegemonije, je jug Italije padel por rimsko oblast. Vzhodno rimsko cesarstvo je grško oblast v južni Italiji  obnovilo v 530. letih  po propadu Zahodnega rimskega cesarstva leta 476. Nekatere oblike bizantinske oblasti so  preživela do 1070. let, sicer pa se je grška oblast končala s prihodon Zottovih Langobardov v zadnji četrtini 6. stoletja.

### Srednji vek
Po gotski vojni (535–554) je bil do prihoda Normanov velik del dogajanj v  južni Italiji povezan z Bizantinskim cesarstvom, čeprav so bizantinsko nadvlado v 9. stoletju ogrožali Langobardi, ki so njihovi Vojvodini Benevento priključili območje Cosenze. Jug Italije je bil do 11. stoletja nenehno prizorišče vojn med Bizantinci, Langobardi in Aglabidi. Slednji so v južni Italiji ustanovili dva emirata: Emirat Sicilija in za 25 let Emirat Bari. Amalfi, neodvisna republika od 7. stoletja do leta 1075, in v manjšem obsegu Gaeta, Molfetta in Trani so tekmovali z drugimi italijanskimi pomorskimi republikami za prevlado v notranji in zunanji trgovini.
Od leta 999 do 1139 so Normani zasedli vse langobardske in bizantinske posesti v južni Italiji, s čimer so končali tisočletno rimsko vladavino v Italiji in na koncu izgnali muslimane s Sicilije. Za normansko Sicilsko kraljestvo pod Rogerijem II. so bili značilni kompetentno upravljanje, večetničnost in verska strpnost. Normani, Judje, muslimanski Arabci, bizantinski Grki, Langobardi in domorodni Sicilijanci so živeli v relativni harmoniji. Normanska oblast je trajala le nekaj desetletij in se formalno končala leta 1198 z vladavino Konstance Sicilske. Po njeni  poroki s Henrikom VI. je Normane zamenjala švabska dinastija Hohenstaufen.
Na Siciliji je kralj Friderik II. potrdil temeljito reformo zakonodaje, ki je dosegla vrhunec leta 1231 z razglasitvijo Melfijskih konstitucij, znanih tudi kot Liber Augustalis, zbirke zakonov, ki je bila za svoj čas in še dolgo potem izjemna.  Kraljevina Sicilija je postala centralizirana država in vzpostavila primat pisanega prava. Z razmeroma majhnimi spremembami je Liber Augustalis ostal osnova sicilske zakonodaje do leta 1819. Na njegovem kraljevem dvoru v Palermu se je od okoli leta 1220 do njegove smrti prvič uporabljala knjižna oblika italoromanskega sicilskega jezika, ki je imel pomemben vpliv na tisto, kar naj bi postalo sodobni italijanski jezik. V tem obdobju je Friderik II. zgradil Castel del Monte in leta 1224 ustanovil Univerzo v Neaplju, ki se po njem imenuje Università Federico II.
Leta 1266 je spor med družino Hohenstaufen in papežem privedel do tega, da je Sicilijo zasedel Karel I., vojvoda Anžujski. Nasprotovanje francoskemu uradništvu in obdavčitvi je v kombinaciji s spodbujanjem upora agentov iz Bizantinskega cesarstva in Aragonske krone leta 1282 privedlo do upora, znanega kot  Sicilske večernice, in uspešne invazije aragonskega kralja Petra III. Leta 1282 se je začela vojna, ki se je končala s sklenitvijo Caltabellottskega sporazuma leta 1302. Sicilsko kraljestvo je bilo razdeljeno na dve kraljestvi. Sicilija,  imenovana "Sicilsko kraljestvo onkraj svetilnika" ali Kraljestvo Trinacri, je prišla pod oblast Friderika III. iz barcelonske hiše. Ozemlja na polotoku, ki so se takrat imenovala Sicilsko kraljestvo, sodobna stroka pa jih imenuje Neapeljsko kraljestvo, so pripadla Karlu II. Anžujskemu. Mir iz  Caltabellottija je bil  formalno priznanje nelagodnega statusa quo. Španski kralj si je v 16. stoletju prilastil obe kroni, upravi obeh delov Sicilskega kraljestva  pa sta kljub temu ostali ločeni do leta 1816, ko sta bili ponovno združeni v Kraljevino Dveh Sicilij.

### Zgodnji novi vek
Leta 1442 je Neapeljsko kraljestvo  osvojil Alfonz V. Aragonski  in ponovno združil Sicilijo in Neapelj v kraljestvo, odvisno od Aragonske krone. Po njegovi smrti leta 1458 je bilo kraljestvo ponovno razdeljeno. Neapelj je podedoval Alfonzov nezakonski sin Ferrante. Po Ferrantejevi smrti leta 1494 je v Italijo vdrl Karel VIII. Francoski pod pretvezo, da imajo Anžuvinci dedno pravico do neapeljske krone. Začele so se francosko-italijanske vojne. Karel VIII. je Alfonza II. Neapeljskega leta 1495 izgnal iz Neaplja, vendar se je bil kmalu prisiljen umakniti, ker je prišel Alfonzu na pomoč bratranec Ferdinand  II. Aragonski. Alfonz II. se je vrnil na prestol in leta 1496 umrl. Nasledil ga je njegov stric Friderik IV. Francozi se svoji zahtevi niso odpovedali in so leta 1501 privolili v delitev kraljestva. Dogovor je kmalu propadel in vojna se je nadaljevala. Končala se je z zmago Aragoncev. 
Spor med Francijo in Španijo je trajal še nekaj desetletij, vendar španski nadzor nikoli ni bil zares ogrožen. Francozi so leta 1559 dokončno opustili svoje zahteve po kraljestvu. Z Londonskim sporazumom iz leta 1557 je bila kot del Neapeljskega kraljestva ustanovljena od njega odvisna država Presidi.
Neapeljsko in Sicilsko kraljestvo ter Milansko vojvodino je vodil Italijanski svet. Otok Sardinijo je upravljal Aragonski svet. Sardinija je leta 1720 prišla pod oblast Savojske hiše.
Po vojni za špansko nasledstvo v zgodnjem 18. stoletju je kraljestva spet zamenjala lastnika. Po določilih Utrechtskega sporazuma iz leta 1713 je Neapelj dobil Karel VI., cesar Svetega rimskega cesarstva. Leta 1720 je dobil tudi Sicilijo, vendar avstrijska oblast ni trajala dolgo. Tako Neapelj kot Sicilijo je med vojno za poljsko nasledstvo leta 1734 osvojila španska vojska. Za kralja je bil postavljen Karel, vojvoda Parme, sin Filipa V. Španskega.

### Zgodnje 19. stoletje
Kralj Ferdinand I. Sicilski iz Bourbonske hiše je bil seveda nasprotnik tako francoske revolucije kot Napoleona. Napoleon Bonaparte je januarja 1799 v imenu Francoske republike zavzel Neapelj in za naslednico kraljestva razglasil Partenopejsko republiko. Kralj Ferdinand je do junija pobegnil iz Neaplja na Sicilijo. Leta 1806 je Bonaparte, takrat francoski cesar, znova odstavil kralja Ferdinanda in za neapeljskega kralja imenoval svojega brata Josepha Bonaparteja. Z Bayonnskim ediktom je leta 1808 Josepha prestavil  v Španijo in za kralja Obeh Sicilij imenoval svojega svaka Joachima Murata, čeprav je to pomenilo nadzor samo nad celinskim delom kraljestva. Ferdinand je bil v tem času na Siciliji in vladal iz Palerma.
Po Napoleonovem porazu je Dunajski kongres leta 1815 obnovil vladavino Ferdinanda I. kot kralja Obeh Sicilij. Ferdinand je s Papeško državo, ki si je lastila pravico do dežele, sklenil konkordat. Na Siciliji je bilo proti kralju Ferdinandu II. več uporov, kraljestvo pa se je končalo leta 1860 z združitvijo Italije pod vodstvom Garibaldija, ikone italijanskega združevanja, in podporo Savojske hiše. Po porazu zadnje kraljeve vojske je bilo Kraljestvo Obeh Sicilij vključeno v Kraljevino Italijo, ustanovljeno leta 1861.
- Južna Italija pod cesarjm Avgustom (27 pr. n. št.–14 n. št.)
- Sicilsko kraljestvo v njegovem največjem obsegu v 12. stoletju
- JUžna Italija leta 1112
- Castel del Monte, ki ga je v letih  1240 do 1250 v Andriji, Apulija, zgradil cesar Friderik II.
- Kraljevina Sicilija leta 1154
- Castel Nuovo, Neapelj: grad so začeli graditi Anžuvinci; po temeljiti prenovi je do 18. Stoletja služil kot sedež španske oblasti